# Lac Plétipi
Der Lac Plétipi ist ein See an der Grenze der Verwaltungsregionen Côte-Nord und Saguenay–Lac-Saint-Jean in der kanadischen Provinz Québec.

## Lage
Der Lac Plétipi liegt auf der Labrador-Halbinsel 75 km westnordwestlich des Manicouagan-Stausees. Der See liegt im Bereich des Kanadischen Schildes auf 505 m Höhe. Der Lac Plétipi ist in einen Ost- und einen Westteil gegliedert. Der östliche Seeteil wird vom Rivière aux Outardes in südlicher Richtung durchflossen. Am nordwestlichen Seeende fließt das Wasser des benachbarten Sees Lac Maublant über den Passe Upashutshun dem Lac Plétipi zu. Die Fläche des Lac Plétipi beträgt 339 km².